# Shane MacGowan
Shane Patrick Lysaght MacGowan (Pembury, Kent, 25. prosinca 1957. – Dublin, 30. studenog 2023.), bio je irsko-britanski glazbenik i tekstopisac. Najpoznatiji je bio kao pjevač i frontman sastava The Pogues i zaslužan je što je irska narodna glazba postala još popularnija diljem svijeta. 

## Životopis
Shane MacGowan je rođen u Pemburyu u Kentu, ali odrastao je u Tipperaryu u Irskoj a kasnije u Brightonu i Londonu. Tijekom tinejdžerskih dana bio je jedna od najpoznatijih londonskih osoba u okvirima punka, ali i predstavnik irske glazbene dijaspore. Bio je poznat po svojim problemima s alkoholom i drogama, zbog čega su ga drugi članovi sastava izbacili iz The Poguesa početkom 1990-ih. Poslije toga osnovao je sastav Shane MacGowan and the Popes. Kasnije, 2000-ih ponovo surađuje s The Poguesom. 
Među Shane MacGowansovim idolima bili su Brendan Behan i Luke Kelly. Shane MacGowan je surađivao s velikom brojem poznatih sastava i glazbenika među kojima su bili The Dubliners, Joe Strummer, Sinéad O'Connor, Nick Cave, Tom Waits, Steve Earle, Johnny Depp i U2.

## Vanjske poveznice
- Službene stranice